# San Giuseppe Vesuviano
San Giuseppe Vesuviano là một đô thị ở tỉnh Napoli ở vùng Campania, cách khoảng 20 km về phía đông của Napoli. Tại thời điểm ngày 31 tháng 12 năm 2004, đô thị này có dân số 27.966 người và diện tích là 14,1 km².
San Giuseppe Vesuviano giáp các đô thị: Ottaviano, Palma Campania, Poggiomarino, San Gennaro Vesuviano, Terzigno.